# Застава Србије
Ово је чланак о застави Републике Србије. Погледајте чланке о српској застави и застави Републике Српске.
Застава Републике Србије постоји и користи се као Државна застава и као Народна застава, са размерама 3:2 (дужина према висини).
Народна застава је тробојка хоризонтално поређаних поља истих висина црвене, плаве и беле боје.
Државна застава је тробојка хоризонтално поређаних поља истих висина црвене, плаве и беле боје, а преко свега, центра помереног ка јарболу за једну седмину укупне дужине заставе Мали грб Србије.
Последња верзија заставе је из 11. новембра 2010.

## Изглед
- Нацрт конструкције државне заставе

Застава Републике Србије користи се, са размерама 3:2 (дужина према висини).
Државна застава је хоризонтална тробојка са пољима истих висина, одозго надоле: црвена, плава и бела, а преко свега, центра помереног ка јарболу за 1/7 укупне дужине заставе, Мали грб Србије.

### Боје (Државна застава)[3]
| Систем боја | Црвена (основна) | Црвена (тамна) | Плава       | Жута       | Црна      |
| ----------- | ---------------- | -------------- | ----------- | ---------- | --------- |
| Pantone     | 192C             | 704C           | 280C        | 123C       | 0         |
|             | 0-90-70-10       | 0-90-70-30     | 100-72-0-19 | 4-24-95-0  | 0-0-0-100 |
| RGB         | 198-54-60        | 161-45-46      | 12-64-118   | 237-185-46 | 33-35-30  |
| HEX         | #C6363C          | #A12D2E        | #0C4076     | #EDB92E    | #21231E   |

## Историја
Најстарији сачувани подаци о бојама српске заставе односе се на стег (заставу) краља Владислава I (1232 – 1243) сина Стефана Првовенчаног, унука Немањиног. Према једном дубровачком документу из 1281. године - који садржи опис драгоцености и предмета, који су у трезору у Дубровнику оставили на чување син краља Владислава жупан Деса и удовица, краљица Белослава, застава је била "vexillum unum de zendato rubeo et blavo" - застава од платна црвеног и плавог (zendato је ченда, врста лаганог, свиластог платна).
Све до појаве првих националних револуција у Европи, заставе и грбови били су привилегија углавном владарских и великашких, односно племићких породица, витешких редова и сл. Историјски гледано застава, барјак или стег потиче као војно обележје које је служило за распознавање на бојном пољу. Употреба заставе на јарболу која асоцира на одређену земљу порекла први пут се јавља почетком 17. века као поморска застава у Доба једрењака и великих открића.
Једна од првих националних застава у свету сматра се јунион Џек  застава Уједињеног Краљевства из 1606. године. Са порастом националних сентимената од краја 18. века националне заставе почињу да се носе и добијају на значају у друштвено цивилном контексту. Један од првих примера представља застава Сједињених Држава, која се прво користила као поморска застава 1777. године али је постала генерички симбол Сједињених Држава након Америчке револуције, као и француска триколора, која је постала симбол Републике 1790-е. 
Већина европских земаља усвојила је националне заставе током 19. и почетком 20. века. Застава Османског царства (сада застава Турске) усвојена је 1844. године. Застава Србије одобрена је султановим ферманом 1836. године. Није искључено да су и српски захтеви делимично утицали на усвајање османске заставе, јер је Србија била део тог царства. Током националног буђења, романтизма и револуционарних превирања у Аустријском царству одржан је Свесловенски конгрес у Прагу 1848. године. На овом конгресу усвојена је застава с пансловенским бојама. Исте године усвојена је застава Мађарске током револуције 1848. Осим тога, на Мајској скупштини у Сремским Карловцима вијорила се српска тробојка, која је свакако утицала на настанак и других тробојки током револуционарних дешавања. Након увођења Баховог апсолутизма забрањене су све националне и тробојне заставе у Хабзбуршкој монархији, док је у употреби била дозвољена само двобојна црно-жута застава империјалне породице Хабзбург, која је уједно била и државна. Ова застава била је у употреби све до Аустро-Угарске нагодбе након које је усвојена нова застава новоуспостављеног Аустроугарског царства.

### Устаничке заставе
Почетком 19. века током Српског устаничког рата за ослобођење од Османског царства није коришћена једна унифицирана стандардна застава која би била генеричко национално обележје, већ су коришћене веома разноврсне старешинске или војводске заставе које су биле базиране више на средњовековном наслеђу. У прве бојеве ишло се са црквеним барјацима који се и  спомињу у народним песмама као „крсташ барјак". Главно обележје ових застава је знак крста. Религиозни симболи били су заступљени код обе зараћене стране. Међу раним заставама, једна коју је описао прота Матеја Ненадовић може се повезати са данашњом заставом: била је бело-црвено-плава са три крста.
Како је рат одмицао у корист устаника тако су народне старешине поручивале војводске заставе које су биле уникатне, уметнички вредне и ликовно изражајне. Ова разноликост боја била је праћена разноликошћу симбола на заставама, често узетим из књиге Христофора Жефаровића Stemmatographia из 1741. Најчешћи симболи на заставама били су крст са четири оцила, затим грб Трибалије и разни други крстови. Већина устаничких застава израдили су у везиљској радњи у Сремским Карловцима, сликари Стефан Гавриловић и његов брат Илија. Иконописац из Земуна Никола Апостоловић осликао је неколико застава.
Прве једнообразне заставе настале су са формирањем регулашких јединица 1809. године. Тада је свака устаничка "компанија" (250 војника) добила своју заставу. Из тог периода до данас је сачувано пет застава. Регуларне устаничке војске обично су имале светложуте заставе са разним симболима, док су војводске заставе често биле црвено-беле, са црним двоглавим орлом. Било је и застава других боја, укључујући црвено-жуте, црвено-бело-плаве и црвено-плаве. Прва промишљања о јединственој националној застави почела су након стицања аутономије и Хатишерифа из 1830.

## Настанак тробојке

#### Изградња флоте
Након ослобођења и стицања аутономије појавио се трговачки слој који је све више имао аспирације за трговину са иностранством. Кнез Милош је 1833. године издао Указ, који је регулисао правила превоза каика, лађа и скела на Дунаву. Те исте године се кренуло и са изградњом већих лађа, односно трговачке флоте. 
У бродоградилишту у Дубровцу код Смедерева изграђен је брик „Србија". Била је то лађа дужине 25.3m, ширине 7.1m и носивости 250 тона. Изградњом брода је руководио поморски капетан Никола Кефала, пореклом Грк. Ово је био први комплетно изграђен морски једрењак и први морски брод у Кнежевини Србији. „Србија" је запловила 30. априла 1833. године, а током лета те исте године упутила се према Црном мору и успешно упловила у Цариград.
У то доба, на трговачку сцену наступа, капетан Миша Анастасијевић, који ће до средине 19. века постати један од највећих велетрговаца и бродовласника на доњем току Дунава. Постаће власник 23 бродарске агенције које контролишу већи део промета од Београда до ушћа Дунава у Црно море. На врхунцу своје пословне каријере имаће 74 брода само за превоз соли, као и бројна стоваришта у подунавским и посавским градовима. Контролисаће у потпуности трговину Дунавом (извоз стоке у Аустрији и увоз соли из Кнежевине Влашке и Молдавије у Османско царство).
Током следећих неколико година у Дубравици и Брзој Паланци саграђено је неколико лађа класе корветица, сличних онима које су пловиле у саставу руске Црноморске флоте. Све су то били трговачки бродови који су само у нужди могли да се користе као ратне лађе. Кнежевина Србија је 1834. године располагала са 200 лађа од чега у Поречу 100, у Шапцу 40 и у Београду и Смедереву по 30. Већином су о биле мање лађе, дереглије, соларице, дрварице, житарице, чунице, оранице и др. Међутим, било је и већих лађа, које су могле да носе терет и од око 120 тона и које су имале максималан газ 1.2m. Ове лађе су биле способне и за приобалну пловидбу Црним морем.
Међутим, Кнежевина Србија, као вазална држава није била призната као поморска сила, а поставио се и проблем поморске заставе. Српски бродови извесно време нису имали право да развију српску заставу - мада су они то радили, бар кад су били у српским водама. Као вазалној земљи, био је неопходан султанов ферман којим би се дозволило да се над српским бродовима вије српска застава. У међувремену, долази до Милетине буне, која ће изнедрити први модеран устав.

#### Прва народна застава
У модерно доба, у време настанка нација и борбе против феудализма, прву народну заставу прописао је Сретењски устав из фебруара 1835. године. Устав је био подељен на 14 глава и 142 члана. У другој глави, 3. и 4. чланом, били су одређени застава и грб, што једна вазална земља не би смела да има. Застава је била „отворено-црвена, бјела и челикасто-угасита". Врло је могуће да је био израђен одређен број ових застава, које до данас нису сачуване, а уочи одржавања саме Велике народне скупштине у Крагујевцу на којој је донет нови устав. Остало је забележено да је устав прочитан и објављен на свечан начин, уз заставе и свечану музику, кнежеву коњичку и пешачку гарду и уз присуство државног врха и посланика, а увече је приређен ватромет и одржана позоришна представа. 
Међутим, овај либералан устав је убрзо изазвао протесте у Русији и Османској царевини, које нису ни имале своје уставе. Највеће европске империје Русија, Турска, Аустрија, Пруска, као и многе мање земље, у то доба, још немају уставе, нити их у догледно време доносе. У Аустријском царству је убрзо завладао страх да и њени поданици не затраже устав по угледу на њене суседе. Један од главних проблема је представљала и застава која је имала исте боје као и француска. Застава је посебно издвојена као слична револуционарној застави Француске. Устав је био на снази дефакто 14, а дејуре 55 дана.

#### Српска тробојка
Након кризе коју је изазвао Сретењски устав, султан Махмуд II је у пролеће 1835. године позвао кнеза Милоша да посети Цариград. Делегација од 60 људи и комесара на челу са кнезом Милошем, руским царским изаслаником бароном Рикманом и султановим изаслаником Ибрахим Наби-ефендијом стигла је на преговоре у Цариград 17. августа 1835. године. Главна тема на овим преговорима било је државно уређење Србије. Кнез Милош је желео да одвоји питање заставе и грба од устава. Русе је на самом почетку највише занимао Сретењски устав и његов творац, који није допутовао у Цариград. Барон Рикман је инсистирао да Србија не треба да има атрибуте државности и заставу. Руски амбасадор у Цариграду Бутењев је изјавио да српска застава има исте боје као француска. Међутим, српски чланови на челу са кнезом Милошем су код Високе порте инсистирали на праву за трговину са Влашком и Молдавијом али и на трговачкој застави које већ ове две кнежевине имају. Порта је прихватила српске захтеве и обећала да ће издати дозволе о отварању српске трговачке агенције у Букурешту, праву на трговину сољу са Влашком и Молдавијом, праву на застави и праву на отварању страних конзулата у Кнежевини Србији. Опроштајна аудијенција код султана одржана је 18. октобра 1835. године. А, приликом посете кнез Милош је добио на поклон од султана шест топова, арапског коња и сабљу што је изазвало запрепашћење у дипломатским круговима. Недуго потом, султан Махмуд издао је ферман о застави, по најновијим истраживањима 9. фебруара 1836. године. Преговори о уставном уређењу вођени су у наредном периоду уз активно присуство руских изасланика. Ферман  регулише изглед заставе као и њену намену као трговачко-поморске а не државне заставе. Изглед српске заставе утврђен је током кнежевог боравка у Цариграду. За разлику од Сретењског устава у ферману се наводи да су поља на застави хоризонтална. Може се рећи да су по питању заставе испуњени како руски тако и српски услови. У руском случају застава није државна и неће бити део будућег уставног решења. 
У српском случају решено је једно "техничко" питање трговачког транспорта али оно што је најважније лађе ће представљати и асоцирати на Србију. Управо ова српска трговачка тробојка постаће генеричко национално обележје које се најбоље огледа код "граничарских или пречанских Срба" када се завијорила на Мајској скупштини у Сремским Карловцима 1848. године. Избор боја је исти као код "сретењске заставе" а српска трговачка поморска тробојка видљиво подсећа на обрнуту тадашњу руску трговачку поморску заставу. Отворено је питање да ли је ово био српски захтев како би се одобровољила руска страна. У сваком случају, велика мистерија настанка српског челичног тробојног флага је у Цариграду.
Ферманом од априла 1838. године прецизирано је да је застава црвено-плаво-беле боје, с тим што су на црвеном пољу стајале четири шестокраке звезде, а на средњем, плавом пољу, кнежевски грб.

#### Војне заставе
Војводске и регулашке заставе из Првог српског устанка су биле војне заставе. Након Другог српског устанка, Србија је добила аутономију у оквиру Османског царства. Тада је заправо почело стварање независне српске државе. Војне заставе се помињу још од оснивања стајаће војске у време кнеза Милош 1825. године, све до четрдесетих година 19. века о њима су сачувани непотпуни подаци.
У време кнеза Александра и Уставобранитеља тробојка добија национални и државни карактер. Кнез Александар доделио је 30. новембра 1845. године заставе Првом и Другом пешадијском пуку. Заставе су биле једнообразне, црвено-плаво-беле, израђене од тешке свиле. На једној страни заставе налазио се лик Светог Андреја Првозваног а на другог био је кнежевски грб. Уз заставу је додељена диплома, што је касније постала пракса у српској и југословенској војсци. У јуну 1846. године, заставу и диплому добио је коњички ескадрон. На свечаности у Београду, након освећења и даривања заставе, коњаници су положили заклетву. Застава је била тробојна, израђена од тешке свиле. На једној страни је имала државни грб, а на другој икону Св. Ђорђа. Ове три заставе имале су на црвеном пољу близу копља извезене четири звезде које је Србија била дужна да користи према ферману из 1838.
Пет сачуваних пешадијских застава из 1853, 1854. и 1857. године рађене су без ових наметнутих симбола. Данас најстарија сачувана тробојна застава је пешадијског
пука из 1853. године која се чува Војном Музеју у Београду . Израђена је од тешке свиле и у солидном је стању. На једно страни налази се државни грб а на другој лик Светог Андреја Првозваног.
Ове заставе су биле у употреби до 1858. године када су након повратка династије Обреновић повучене из употребе. Нове заставе заједно са дипломама додељене су Првом и Другом батаљону гарнизона војске. И ове заставе су имале икону Св. Андреја Првозваног. У 1863. години, прављени су планови о опремању народне војске, тада је министар војни Иполит Монди упутио Државном савету молбу за набавку застава. Према Закону о народној војсци, право на заставу имао је сваки батаљон и ескадрон. Заставе су биле тробојке, на једној страни са грбом Србије, а изнад њега полукружни натпис "За веру, слободу и отачаство". Испод грба је стајао натпис "Михаило М. Обреновић III књаз српски 1863. год." С друге стране заставе је био лик Св Андреја Првозваног са натписом "За веру, слободу и отачаство". Испод лика светитеља, на белом платну, био је наведен назив батаљона чија је застава. Године 1870. уведена су два нова батаљона у српску војску.
У време избијања устанка у Херцеговини 1875. године, влада је донела одлуку да се за српску војску израде 72 заставе. Батаљони прве класе добили су заставе до краја 1875. године. Министарски савет, почетком фебруара 1876. години, донео је одлуку о набавци застава за 77 батаљона друге класе народне војске. Нацрт застава поверен је сликару Николи Марковићу, а сликар и књижевник Ђура Јакшић дао је стручну оцену заставама које су биле израђене. Заставе и дипломе су освећене и предате командантима 15. јуна 1876. године уочи рата са Османским царством. Заставе су са једне стране имале грб Србије, а са друге лик Св. Андреја Првозваног и натпис "За веру, слободу и отачаство".
Заставе за коњичке ескадроне рађене су до краја 1875. године. Заставе је израдио сликар Никола Марковић. Заставе су биле тробојне са ликом Св. Ђорђа и натписом "За веру, слободу и отачаство" Између иконе и натписа стојао је натпис "Свети великомученик Георгије" а док се испод иконе налазио назив ескадрона. Грб Србије налазио се са друге стране са натписом изнад "За веру, слободу и отачаство" а док је испод стајао натпис" Михаило М. Обреновић III књаз српски 1863. год." Освештана заставе уз диплому добило је у јуну 1876. године 29 ескадрона. За добровољачку јединицу, заставу је обезбедио један од њихових вођа, Никола Коле Рашић. Била је то застава црне боје, са мртвачком главом и укрштеним костима и натписом "За крст часни и слободу златну". Ова застава симболише смрт за веру и слободу. Није сачувана ниједна војна застава из Ослободилачких ратова 1876-78.
Србија је користила црвено-плаво-белу тробојку непрекидно од 1835. до 1918. када се придружила Краљевству Срба, Хрвата и Словенаца, каснијој Југославији.
У окупираној Србији (1941—1944), неформално је употребљавана српска тробојка.
После Другог светског рата, Југославија је била реформисана у социјалистичку федеративну републику, састављену од шест република, једна од којих је била и Србија. Свака република је имала право на сопствену заставу под условом да ова има петокраку.
После распада Југославије, Србија је првобитно наставила да користи исту заставу; Устав Србије из 1990. године каже да застава и грб Србије могу да се замене само истом процедуром коришћеној у мењању устава Србије, која је захтевала подршку апсолутне већине гласача. Српски уставни референдум 1992. тражио је од бирача да изаберу између застава са и без петокраке, при чему је петокрака добила већину гласова, мада ипак не и апсолутну већину гласача.
Петокрака је уклоњена са заставе 1992. препоруком скупштине;, при чему грб није промењен. 2003. Влада Србије издала је препоруку о употреби грба и заставе која је поново променила изглед заставе и грба на данашње.
Устав Србије из 2006. године је прописао да ће државни симболи бити регулисани законом; Препорука је остала у употреби све до 11. маја 2009, када је најзад изгласан закон о застави.
- Застава према уставу из 1835. године
- Застава Кнежевине 1835 - 1882
- Застава Краљевине Србије 1882 - 1918
- Једнострана неформална застава Владе народног спаса
(1941—1944)
- Застава Федералне Државе Србија (1945–1947)
- Застава НР Србије (1947–1963), СР Србије (1963—1990) и Р. Србије (1990—1992)
- Застава Републике Србије (1992—2004)
- Државна застава Републике Србије (2004—2010)[а]
- Државна застава Републике Србије (2010—тренутно)

## Други званични симболи Републике Србије

### Стандарте
- Стандарта председника Републике Србије
- Стандарта председника Народне скупштине Републике Србије

### ЗаставеВојске Србије
- Бивак Српске војске током рата 1876. године. У централном делу фотографије налази се војна застава што говори о њеном значају за војнике.
- Добровољачка чета пружа отпор под "мртвачком заставом" турској коњици код Алексинца у Српско-турском рату августа 1876.
- Војне пуковске заставе Српске Војске у Ослободилачки ратовима 1912–1918. године, Војни музеј у Београду.
- Застава 1. Бригаде Копнене Војске - КоВ, мера: 1:1.
- Застава Ваздухопловства и противваздухопловне одбране - В И ПВО.
- Застава Војне Полиције - ВП
- Застава Гарде.
- Застава Речне флотиле, мера: 2:3.

## Исправна употреба заставе

### Државна застава
Државна застава стално се истиче на главном улазу у зграде државних органа, изузев Народне скупштине, и у њиховим службеним просторијама. Народна скупштина истиче државну заставу у време заседања и на државни празник а органи покрајинске аутономије, локалне самоуправе и јавних служби на државни празник.
Такође се може истицати на прославама и другим свечаним манифестацијама којима се званично обележавају догађаји значајни за Србију, на међународним сусретима, такмичењима и другим скуповима на којима Србија учествује, и у другим случајевима. У дане жалости државни органи, органи покрајинске аутономије и локалне самоуправе и јавне службе истиче се на пола копља. Застава мора бити истакнута на бирачким местима на дан избора за државне органе. и у просторији предвиђеној за склапање брака (матичар преко груди мора носити и ленту у бојама заставе).

### Народна застава
Народна застава Србије стално се вије на главном улазу у зграду Народне скупштине, органа покрајинске аутономије и локалне самоуправе, и јавних служби. Народна застава мора се истаћи на бирачким местима на дан избора за органе покрајинске аутономије и локалне самоуправе.
Такође се може истицати и приликом прослава, свечаности и других културних, спортских и сличних манифестација, и у другим случајевима.

### Друге заставе
Председник Србије и председник Народне скупштине Србије користе своје стандарте, Државне заставе квадратног облика.

### Поштовање заставе
Ни државна ни народна застава не сме бити изложена тако да додирује тле, нити као подлога, подметач, простирка, завеса или драперија, нити се њоме смеју прекривати возила или други предмети, нити се могу украшавати конференцијски столови или говорнице, осим у облику стоне заставице. Такође се не сме употребљавати ако је оштећена или својим изгледом неподобна за употребу.
Застава се не истиче по ноћи и за време неповољних атмосферских прилика. Такође, истиче се само док траје обданица, осим ако је на одговарајући начин осветљена.
Ако се застава истиче вертикално, горње поље заставе јесте прво с леве стране, за гледаоца. Ако се истиче преко улице или трга у вертикалном положају, горње поље заставе треба да буде на северној страни ако је правац улице исток – запад, а источној страни ако је правац улице север – југ или на кружном тргу.

### Исправно истицање
Закон дефинише како се застава Србије истиче са другим заставама, без прављења разлике између државних застава и других врста застава.
Ако се застава Републике Србије истиче поред неке друге заставе, она се увек налази с леве стране посматрача, осим приликом званичне посете овлашћеног представника стране државе или међународне организације када је застава посетиоца на левој страни. Ако се застава истиче са другом на укрштеним копљима, њено копље мора бити предње.
Ако се застава Србије истиче заједно са две друге заставе, мора бити у средини.
Ако се застава Србије истиче заједно са више застава, налази се:
- у центру круга, тако да се јасно види – ако су друге заставе поређане у круг;
- у темену полукруга – ако су заставе поређане у полукруг;
- на челу колоне – ако су заставе поређане у колону;
- на првом месту у врсти, односно с леве стране, спреда гледано – ако су заставе поређане у врсту;
- на челу групе – ако су заставе распоређене у групу.[39]

### Контрола правилног истицања заставе
Контролу над применом закона којим се регулише употреба државних симбола, између осталог и заставе Републике Србије, у односу на државне органе, органе јединица територијалне аутономије и локалне самоуправе, као и ималаца јавних овлашћења (јавних служби) врши Управна инспекција.
Комунална милиција надлежна је за вршење контроле над применом важећег закона у односу на правна и физичка лица, осим у односу на она лица за која је надлежна Управна инспекција.
Априла 2023. године Влада Србије је усвојила Закључак о употреби Државне и Народне заставе којим се наглашава право и могућност свих грађана и правних лица да потпуно слободно користе, употребљавају и истичу како Државну заставу, тако и Народну заставу Републике Србије у свим приликама за које сматрају да су пригодне.

## Занимљивости
- Према анкети америчког портала Ранкер, застава Србије је са готово 30.000 гласова изабрана за најлепшу заставу на свету.[43]
- Иако је Србија република, на садашњој застави се налази краљевска круна. Круна у херадлдици представља државни суверенитет или суверенинтет монарха.
- Од 2010. су црвена и плава боја мало ублажене, а и грб је благо измењен.